# Згорњи Дуплек
Згорњи Дуплек (словен. Zgornji Duplek) је насеље и управно средиште општине Дуплек, која припада Подравској регији у Републици Словенији.
По попису становништва из 2011. године, насеље Згорњи Дуплек имало је 1.752 становника.